# Call Me Kat
Call Me Kat ist eine US-amerikanische Sitcom, die in den Vereinigten Staaten vom 3. Januar 2021 bis 4. Mai 2023 auf Fox ausgestrahlt wurde.

## Produktion
Im Jahr 2018 wurde bekannt, dass Warner Bros. ein US-amerikanisches Remake der britischen Sitcom Miranda von Miranda Hart plante. 2019 wurde das Projekt unter dem Namen Carla vorgestellt und eine Ausstrahlung auf Fox im Jahr 2020 in Aussicht gestellt. Mayim Bialik sollte die Hauptrolle spielen und – zusammen mit Jim Parsons – die ausführende Produktion übernehmen. Beide traten bereits zuvor schon in der Sitcom The Big Bang Theory zusammen auf. Im Februar 2020 wurde der Titel schließlich in „Call Me Kat“ geändert.
Die Dreharbeiten fanden in den Warner Brothers Studios im kalifornischen Burbank statt. Bei der Produktion wurde, laut Bialik, auf die Unversehrtheit der am Set befindlichen Katzen besonders Acht gegeben. So waren Trainer jederzeit am Set zugegen, die Tiere zudem nicht angebunden oder narkotisiert. Aufgrund der Corona-Pandemie entstand die Serie ohne ein Livepublikum. Stattdessen verwendete man einen sog. Laugh Track, der in Postproduktion hinzugefügt wurde. Der Darsteller Leslie Jordan starb am 24. Oktober 2022 bei einem Autounfall. Infolgedessen wurde die Produktion der dritten Staffel, an der Jordan weiterhin beteiligt war, vorübergehend „auf unbestimmte Zeit“ unterbrochen. In der späteren neunten Episode ist eine Hommage an den Schauspieler zu sehen. Nach zurückgegangenen Quoten wurde die Serie nach der dritten Staffel eingestellt. Die Serie wurde von Darlene Hunt entwickelt. Hart selbst war ebenfalls an der Umsetzung der Produktion beteiligt.

## Handlung
Call Me Kat folgt einer 39-jährigen Single-Frau namens Kat, „die jeden Tag gegen die Gesellschaft und ihre Mutter kämpft, um zu beweisen, dass man nicht alles haben kann, was man will – und trotzdem glücklich sein kann“. Nachdem sie ihren Job als Professorin an der University of Louisville aufgegeben hat, gibt sie das Geld, das ihre Eltern für ihre Hochzeit beiseite gelegt haben, aus, um in Louisville ein Katzencafé zu eröffnen.

## Figuren
| Figur  | Darsteller        | Deutscher Sprecher |
| ------ | ----------------- | ------------------ |
| Kat    | Mayim Bialik      | Bianca Krahl       |
| Sheila | Swoosie Kurtz     | Liane Rudolph      |
| Phil   | Leslie Jordan     | Michael Pan        |
| Randi  | Kyla Pratt        | Magdalena Turba    |
| Carter | Julian Gant       | Julien Haggège     |
| Max    | Cheyenne Jackson  | Alexander Doering  |
| Oscar  | Christopher Rivas | Roman Wolko        |

KatHauptfigur ist die 39-jährige alleinstehende Kat, die in Louisville ein Katzencafé betreibt und Schwierigkeiten hat, ein Gleichgewicht zwischen ihrer erfüllenden neuen Karriere und ihrem ständigen Gefühl der Einsamkeit zu finden. Wiederholend durchbricht sie die vierte Wand der Serie.
SheilaKats herrische Mutter kann nicht verstehen, warum ihre Tochter sich dafür entscheidet, Single zu sein. Ständig versucht sie, ihre Tochter dazu zu bringen, neue Männer kennenzulernen.
PhilAls Chefbäcker arbeitet er in Kats Café. Phil lebt offen homosexuell. Später wird bekannt, dass Phil eigentlich nur eine Kurzform seines vollen Namens Philliam ist. Eigentlich sollte sein Name William sein, allerdings war sein Vater bei der Namensgebung betrunken. Nach dem Tod des Darstellers Leslie Jordan wurde der Charakter Phil aus der Serie geschrieben, indem er Jalen heiratete und mit ihm nach Tahiti zog.
RandiRandi ist eine Kellnerin im Café, die in der dritten Staffel Kats Geschäftspartnerin wird. Randi führt eine Beziehung mit Carter.
CarterCarter ist der Besitzer von The Middle C, einer Pianobar neben Kats Café. Carter führt eine Beziehung mit Randi.
MaxNachdem er von jahrelangen Auslandsreisen nach Hause zurückgekehrt ist, beginnt Max, Kats Freund und ehemalige College-Liebe, in Carters Bar zu arbeiten.
OscarKats kurzzeitiger Verlobter namens Oscar ist Postbote von Beruf.

## Ausstrahlung und deutsche Fassung
Call Me Kat feierte am Sonntag, den 3. Januar 2021 ihre Premiere auf Fox. Dabei handelte es sich um eine Sonderprogrammierung, im Anschluss an eine Football-Übertragung. Die erste Episode erreichte dabei 5,6 Millionen Zuschauer und konnte ein Zielgruppen-Rating von 1,4 Prozent aufweisen. Am 7. Januar 2021 startete die reguläre Ausstrahlung am Donnerstagabend. Die Premiere der zweiten Staffel fand am 9. Januar 2022, der dritten Staffel fand am 29. September 2022 statt. Die dritte Staffel verfolgten im Schnitt 2,23 Millionen Zuschauer, das Rating in der Zielgruppe lag bei 0,4 Prozent. Das Serienfinale wurde am 4. Mai 2023 ausgestrahlt.
Die Synchronisation der Serie erfolgte bei der EuroSync GmbH in Berlin. Dialogregie führte Kim Hasper. Hasper war mit Ausnahme von drei Episoden auch für das Dialogbuch verantwortlich, das Buch von Episode 5, 9 und 13 der zweiten Staffel schrieb stattdessen Marco Rosenberg. Die Deutschlandpremiere der Serie fand dann am 23. März 2022 auf ProSieben Fun statt. Die deutschsprachigen Free-TV-Premiere erfolgte ab dem 13. Januar 2024 auf den österreichischen Sender Puls 4. Die Ausstrahlung im Free-TV von Deutschland und der Schweiz begann am 27. Januar 2024 auf ProSieben.

## Auszeichnungen
In der Kategorie Mehrkamera-Schnitt für eine Comedyserie war die Serie bei den Creative Arts Emmys 2022 nominiert.